# 朝日放送テレビ徳島支局
朝日放送テレビ徳島支局（あさひほうそうテレビとくしましきょく）は、朝日放送テレビ（ABCテレビ）が徳島県の報道（ANNニュース）取材のために設置された支局である。

## 概要
徳島県は民放テレビが四国放送（NNN/NNS）の1局のみ存在する。
あくまでも取材拠点であり、当然ながらテレビ朝日系列の放送を送信する施設等は一切ない。それゆえ、放送業務は行っておらず、地域により朝日放送テレビ（北東部・県南）・瀬戸内海放送（県西）のいずれかを直接受信またはケーブルテレビの区域外再放送により視聴することになる。
腸捻転解消以前に当支局がTBSテレビ系列（JNN）の支局として活動していたかや、NETテレビ系列の支局業務を毎日放送徳島支局が行っていたか、NETテレビ・瀬戸内海放送のいずれかが別途支局を設置していたかは不明。
なお、ラジオについてはラテ兼営かつJRN・NRNの双方に加盟している四国放送が取材活動を行っているため、テレビ系列のネットチェンジでJRNのニュースネットを外れて以降は、朝日新聞社・ANNの協力による自社のラジオニュースを対象とした取材も兼ねている。
この他、ABCテレビのお天気カメラが徳島空港に設置されている。